# Fernando Cavallini
Fernando Cavallini (Livorno, 15 febbraio 1893 – Livorno, 4 febbraio 1976) è stato uno schermidore italiano.

## Biografia
Inizia a praticare scherma da adolescente presso il Circolo Fides, dove si trova in compagnia di Nedo Nadi e suo padre Beppe. Cavallini si addestra rapidamente con fioretto e sciabola, dal momento che la spada, inizialmente, è vietata nel circolo labronico poiché Beppe Nadi la considera poco opportuna. Grazie al confronto quotidiano con Nedo, quasi coetaneo di Cavallini con il quale stringe un buon rapporto di amicizia, quest'ultimo migliora rapidamente le sue abilità, plasmato dal maestro Beppe.
A 17 anni, Cavallini ottiene risultati significativi a livello nazionale: si classifica ottavo nella sciabola al torneo di Genova e quarto nei campionati italiani di fioretto, tenutisi nel giugno 1910 al Teatro Argentina di Roma. Nel 1911 vince la "Coppa Pontenani" di fioretto a Roma nel 1911.
Grazie al prestigio acquisito dalla "scuola livornese" a livello nazionale, Cavallini viene selezionato per partecipare ai Giochi Olimpici del 1912, raggiungendo le semifinali. Insoddisfatto dalla giuria, attacca verbalmente i giudici fino al punto di lanciare maschera e fioretto verso il presidente della giuria, venendo squalificato.
Successivamente si dedicò all'insegnamento.